# Trachyboa
Trachyboa Peters, 1860 è un genere di serpenti appartenenti alla famiglia Tropidophiidae. Sono in gran parte terrestri e si nutrono di pesci che popolano i corsi d'acqua delle pianure tropicali in America centrale. Attualmente, sono riconosciute 2 specie.

## Distribuzione
Vivono in America centrale e meridionale a Panama, in Colombia e in Ecuador.